# Charbonnages de Yên-Lâp

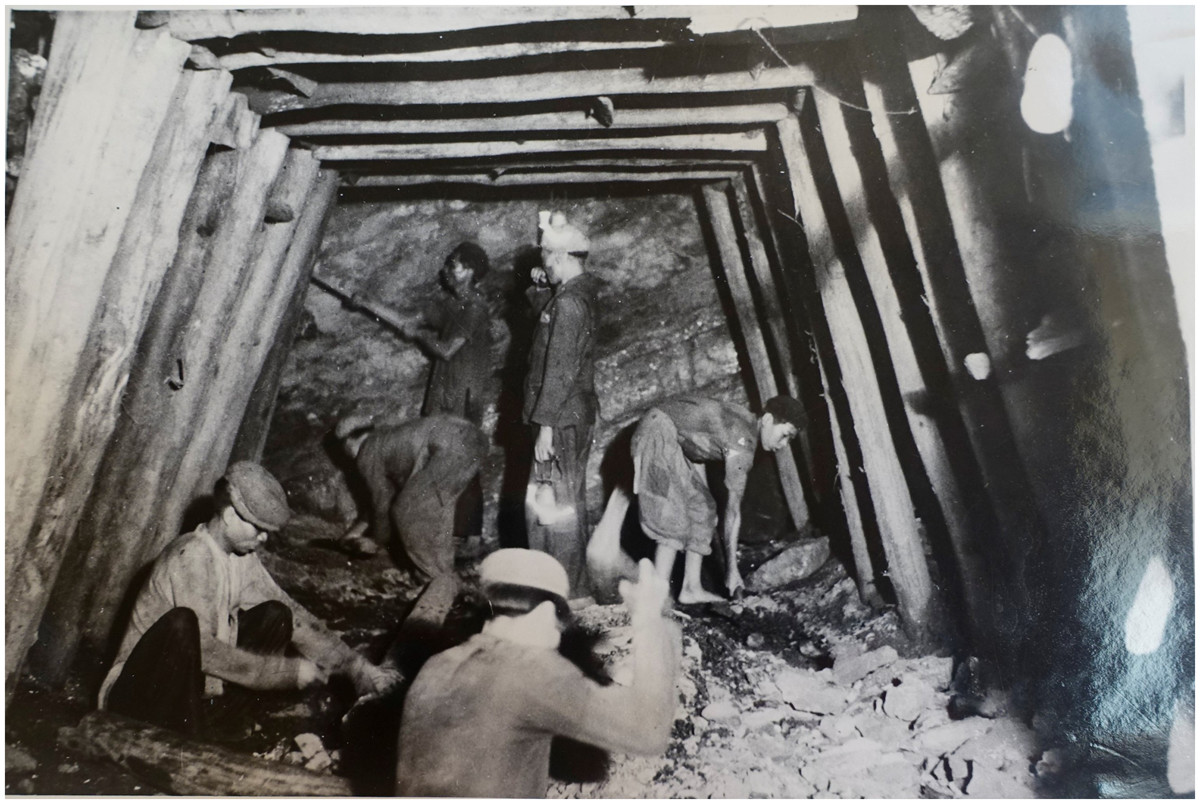
Bergarbeiter in einem der Bergwerke der Đông-Triều-Kette

Die Société des Charbonnages de Yên-Lâp betrieb ein durch eine der Feldbahnen am Sông Đá Bạch erschlossenes Kohlebergwerk in Vietnam.

## Geschichte
Die Mine Mine René, in der sich der Betriebssitz der Yên-Lâp-Kohlenwerke befand, erhielt 1919 eine Konzession zum Abbau von Kohle. Ihre Fläche betrug 880 Hektar. Sie war eins der Kohlebergwerke der Đông-Triều-Kette, 12 km nordnordöstlich von Quang-Yên in der Provinz Quảng Ninh. Die Ausbeutung begann im Jahr 1915: Seitdem wurden bis zum 1. Januar 1923 102.000 Tonnen Kohle aus der Mine gefördert. 1922 betrug die Förderung 13.500 Tonnen. Die Betreiber des Bergwerks konnten eine hervorragende Ausbeute erzielen, aber die insgesamt abzubauenden Kohlelagerstätten waren nicht sehr groß.

## Lagerstätte
Die Lagerstätte der Mine Mine Renée bestand aus mehreren dünnen Schichten, die an der Südflanke des Nui-Chua-Triêu-Gebirges in einer Höhe von etwa 300 m ü. d. M. zu Tage traten.
Anfänglich wurde nur de oberste Schicht des Bündels abgebaut. Ihr Gefälle betrug 20 bis 25 Grad in südwestlicher Richtung. Die Gesamtmächtigkeit der Schicht war etwa 2 Meter, davon waren 1,80 m Kohle in zwei Bänken: eine am Dach von 1,20 m und eine mit 0,6 m, die viel taubes Gestein enthielt. Die Kohle von Yên-Lâp enthielt etwa 10 % flüchtige Stoffe und hatte im Wesentlichen die gleiche Zusammensetzung wie die Kohle von Đồng Đăng, Île aux Buissons und Nagotna.
1923 entdeckte man an der Wand der abgebauten Schicht die Aufschlüsse von 2 oder 3 weiteren Schichten, die dünner waren und schieferhaltiger zu sein schienen.

## Ausbeutung
Die Dachschicht wurde vom Aufschluss bis zu einer Ost-West-Verwerfung abgebaut, die sie in eine unbestimmte Tiefe versetzte. Das abzutragende Schicht hatte die Form eines Dreiecks mit einer Grundfläche von 600 m (Länge der unteren Trasse) und einer Höhe von 200 m, die dem Gefälle folgte; der größte Teil dieses Feldes war Ende 1923 bereits abgebaut, es war geplant, danach noch etwa 20.000 Tonnen Kohle abzubauen.
Die Arbeitsorganisation war sehr gut: Die Ausbeute pro Mann und Arbeitstag war in der Mine Renée war im Vergleich zu den benachbarten Bergwerken am höchsten; sie lag 1923 zwischen 300 und 400 kg pro Mann-Tag im Vergleich zu etwa 275 kg in der nächstgelegenen Mine Hongay.

## Transport
Die Kohle wurde auf der Feldbahn bei Bieu-Nghi zu einem Nebenfluss des Sông Da-Bach, der nördlich des Nui-Na und 7 km südwestlich der Mine verläuft, transportiert und von dort aus verschifft. Dieser Fluss, konnte bei Flut mit Dschunken befahren werden. Die Mine war mit dem Pier durch vier Schienenstränge mit einer Spurweite von 600 mm und fünf Schienenseilbahnen verbunden.

## Waschanlage
An der Talstation der letzten Schienenseilbahn befand sich eine kleine Erzwäsche mit 5 Becken, die sehr gut und kostengünstig arbeitete.